# Epifanyij
Epifanyij (ukrán írással: Епіфаній, görögül: Epiphaniosz, latinul:  Epiphanius), polgári nevén Szerhij Petrovics Dumenko (Сергій Петрович Думенко; Vovkove, 1979. február 3.) ukrán egyházi személyiség, Kijev és egész Ukrajna metropolitája, 2018. december 15-től az Ukrán ortodox egyház vezetője. A teológiai tudományok doktora, a Kijevi Ortodox Teológiai Akadémia rektora, korábban a kijevi patriarchátushoz tartozó ukrán ortodox egyház perejaszlavi és Bila Cerkva-i metropolitája volt.

## Élete
Gyermekkorát a Csernyivci területen található Sztara Zsadova faluban töltötte. Ott végezte el a középiskola első három osztályát, majd 1996-ban felvették a Kijevi Szemináriumba, melyet 1999-ben végzett el.  Ugyanebben az évben jelentkezett a Kijevi Ortodox Teológiai Akadémiára, ahol 2003-ban végzett.
2003-tól 2005-ig Danyijil rivnei és osztrohi metropolita személyi titkára volt. Ebben az időszakban oktatott is a Rivnei Szemináriumban, valamint a Rivnei egyházmegye hivatalos internetes kiadványának, a Rivne pravoszlavna, és az egyházmegye nyomtatott újságjának, a Duhovna niva szerkesztője volt. 2005-től pedig a Rivncei egyházmegye sajtótitkáraként dolgozott. 2005. december 8-tól az Ukrán Nemzeti Újságíró-szövetség (NSZZSU) tagja.
2006–2007-ben az Athéni Nemzeti Egyetem Filozófia Karán volt tudományos ösztöndíjas. Hazatérése után, 2007-ben a Kijevi Ortodox Teológiai Akadémia oktatója, a Filológiai Tanszék vezetője lett. Ezt követően gyorsan emelkedett az egyházi hierarchiában.
2007. december 21-én Dimitrij perejaszlav-hmelnickiji püspök Filaret pátriárka egyetértésével a Szent Mihály aranykupolás kolostorban tartott szertartáson Szent Epiphaniosz után az Epifanyij egyházi nevet adományozta számára.
Filaret pátriárka 2008 januárjában a kijevi Szent Vlagyimir-székesegyházban szerzetespappá szentelte, majd még abban a hónapban a titkárjává nevezte ki, március 16-án pedig archimandritává nevezték ki.
2010. július 27-én a kijevi patriarchátushoz tartozó ukrán ortodox egyház Szent Szinódusa a Kijevi Ortodox Teológiai Akadémia rektorává nevezte ki.

## További információ
- Epifanyij megválasztása utáni beszéde a kijevi Szófia-székesegyház előtt